# Psyrassa sallaei
Psyrassa sallaei är en skalbaggsart som beskrevs av Bates 1885. Psyrassa sallaei ingår i släktet Psyrassa och familjen långhorningar.
Artens utbredningsområde är Nicaragua. Inga underarter finns listade i Catalogue of Life.